# 데드 스노우
데드 스노우(Dod Sno, Dead Snow)는 노르웨이에서 제작된 토미 위르콜라 감독의 2009년 공포, 액션, 코미디, 모험 영화이다. 샤롯 프로그네르 등이 주연으로 출연하였다.
이 영화는 노르웨이 산맥에서 좀비 나치의 공격에서 살아남은 학생들 그룹을 중심에 두고 있다.

## 출연

### 주연
- 샤롯 프로그네르

### 조연
- 스티그 프로드 헨릭슨
- 에비 카세스 로스텐
- 비욘 선드퀴스트
- 아네 달 토르프

## 제작진
- 제작책임: 잉그리드 릴 호그툰
- 미술: 리브 애스크